# Жагубица
Жагубица је насељено место у Србији и седиште истоимене општине у Браничевском управном округу. Према попису из 2022. било је 2.110 становника.

## Географски положај
Општина Жагубица, налази се у југоисточном делу Браничевског округа и источном делу Србије на
170 километара југоисточно од Београда, и 83 километара од Пожаревца. Општина Жагубица захвата горњи део долине Млаве и њених притока па је природно издиференцирана на два котлинска дела, побрђе и планински обод.
Главни и средишњи део представља жагубичка котлина чији је нижи део просечне надморске висине око 300 м. Други, мањи и нижи део је Крепољинско-крупајска котлина, са нижим делом око 220 m надморске висине. Између котлина је побрђе. Највећи део котлинског обода са западне, северне и североисточне стране лучно затварају ниже Горњачке (до 825 m) и Хомољске планине (до 940 м) и до Омана (963 м), док јој јужни и источни обод чине виши и стрмији делови Бељанице (1.339 м) и масив Црног врха (1.043 м). Граница општине води највишим венцима ових планина. Има облик развученог правоугаоника, дужине око 35 и ширине око 26 км.

## Привреда
Привреда Жагубице заснована је на, коришћењу природних ресурса овог подручја, дрвној индустрији, рударству и експлоатацији мрког угља, мермера и украсног камена шумарству, а основна делатност становништва је пољопривреда, односно сточарство.

## Образовање
У општини Жагубица постоје три основне школе са подручним одељењима у свим насељима општине и средња Техничка школа у којој се школују економски техничари, кувари, конобари и туристички техничари.

## Здравство
Здравствена заштита организована је кроз рад Дома здравља у Жагубици и амбуланте у Крепољину и Лазници.

## Култура
Културне активности и дешавања организују се и у надлежности су Културно-просветног центра у Жагубици који је смештен у Дому културе.
У Жагубици постоји КУД Хомоље и одржава се манифестација САБОР ВРЕЛА ХОМОЉА.
Овде се налази Завичајни музеј Хомоља.

## Спорт
У Жагубици постоји ФК Хомољац који се такмичи у српској фудбалској лиги Зона-Дунав.

## Саобраћај
Постоји природна предиспонираност за изградњу саобраћајних коридора кроз општину Жагубица, пратећи ток реке Млаве. Међутим, Хомоље далеко заостаје у изграђености саобраћајне инфраструктуре за републичким просеком. Општина Жагубица удаљена је од Београда 170 км. Жагубица је од Петровца удаљена 46 км, од Бора 46 км, Мајданпека 46 км и Деспотовца 60 км. Сви путни правци су регионални.
Главни саобраћајни коридор јесте регионални пут П-105 Пожаревац – Петровац – Жагубица - Бор. Од Жагубице води још један регионални пут, П-104 (Жагубица – Лазница – Јасиково - Мајданпек) који је лошијег квалитета. Иста констатација важи и за регионални пут П-216 (Крепољин - Деспотовац). Локалном мрежом путева су сва села повезана на територији општине, али је она у доста лошем стању јер се нередовно одржава.
Према Кучеву постоји шумски пут Милатовац - Буковска који нема асфалтну подлогу. Од некатегорисаних путева треба посебно издвојити пут Жагубица – Бук - Бељаница, имајући у виду потенцијалну важност Бељанице у туристичком погледу.
Укупна дужина путева на територији општине износи 204 км, од чега савременом коловозу припада 154 км пута.
Магистралним путевима припада свега 14 км, регионалним 88 км, док је најдужа локална путна мрежа са 102 км.
Општина није повезана железничком мрежом, нити постоји развијен ваздушни саобраћај.

## Знаменитости
Хомољска потајница или у народу позната под називом „Стојање“ је једна од четрдесет река потајница у свету и једна од три у Србији. Врело Млаве чија испитана дубина је 74 метара предмет је научних истраживања ронилаца из бројних земаља Европе, а Крупајско врело спада у ред још увек недовољно испитаних изворишта. Не треба заборавити ни Осаничку прераст, Горњачку и Рибарску клисуру и Бук.
Међу културно историјским споменицима доминирају Манастир Горњак (1378. год) задужбина је Кнеза Лазара, налази се на левој обали реке Млаве, на самом изласку из општине Жагубица.Тршка црква је најстарији манастир у Браничевској епархији и налази се на четвртом километру регионалног пута Жагубица-Петровац.
Овде се налази Црква Свете Тројице у Жагубици.

### Заштићени споменици природе
Врело Млаве

У циљу очувања, Жагубичко врело и његова непосредна околина стављени су под заштиту 1979. године, као „хидролошки природни споменик“ прве категорије заштите, са површином окружења од око 6 хектара. Лежи у југоисточном делу Жагубичке котлине, на надморској висини од 314 м, на јужној периферији општинског центра, односно на месту где се северни одсек Бељанице спушта у
Жагубичку котлину (удаљено око 1 км од Жагубице). Крашки извор Млаве воклијског типа налази се у природном амфитеатру отвореном у правцу северозапада кратком долином отока врела и представља туристичку атракцију овог подручја. Врело Млаве избија испод кречњачког одсека висине око 40 метара, из вртачастог удубљења површине 655 m², при чему запремина воде износи око 2480 m³.
Хомољска потајница

Налази се у Жагубикчој котлини, на југоисточним падинама Хомољских планина, на левој страни долине Потајничког потока, на брду Мала Шкљова, грађеног од кречњака које је покривено глином и хумусом. Удаљена је око 12 км од Жагубице и око 6 км од Лазнице. Представља хидролошки споменик природе прве категорије, издигнуто је 9 м изнад речног корита, на 412 м надморске висине, при чему заштићена површина износи нешто више од 4 ha (4,36 ха).
Хомољска потајница представља једини познати интермитентни крашки извор у источној Србији чија се функција одржала до данас. Феномен функционисања Хомољске потајнице састоји се из фазе пуњења резервоара, када из отвора не излази вода, и фазе пражњења резервоара, када из отвара истиче вода.
Само избијање воде наговештава подземно мумлање коме следи најпре постепено, a затим нагло избијање које при максимуму износи око 1000 л/мин.
Крупајско врело

Избија на западној страни планине Бељанице, на надморској висини од 240 м.
Налази се у југоисточном делу Крупајско - Крепољинске котлине, у атару села Милановца, поред асфалтног пута који спаја Хомољски крај са Ресавом. Воде овог врела избијају великом снагом из пећинског отвора крај села Крупаја, a притичу подземним каналима са подручја Бељанице; по спољној морфологији, оно подсећа на врело Млаве. Спада у највеће и најјаче крашке изворе код нас, и једно је од три најатрактивнија у Србији (на првом месту је врело Белог Дрима, a на другом месту је врело Рашке). Сврстава се у Прву категорију заштите, укупне површине 9 ha.
Бусовата

Представља ботанички резерват природе, заштићен је 1975. године, с обзиром да представља репродукциони резерват за популације биљака и животиња и семенски материјал за обнављање многих састојина на овој планини. Налази се у средњем делу планине Бељанице, 18 км од Жагубице, 3 км од Речке, између
Предела (1147 м) на северу, Пролома (1151 м) на западу и Капе (1291 м) на југу. Увала Бусовата, која представља у ствари састојину букове шуме, обухвата површину од 15,86 ha.
Клисура Осаничке реке

Узводно од села Осанице, Осаничка река изградила је у кречњачкој греди између узвишења Велико брдо и Велика Шетаћa клисуру дугу око 1,5 км и дубоко око 250 м. Клисура Осаничке реке истичу се висином и изгледом својих страна у којима се истичу вертикалне литице, зупци, стубови и остењаци, брзом, бистром и незагађеном водом, као и разноврсном вегетацијом (станиште за 166 биљних врста) и специфчином фауном. У средњем делу, где се клисура сужава на ширину речног корита, налази се пећина - прераст, веома интересантан геоморфолошки феномен. Сврстава се у 3. категорију заштите, укупне површине 30,44 ha.
Прераст Самар

Заштићени геоморфолошки природни споменик „Прераст Самар“ налази се у долини реке Прераста, кратке леве притоке Мале Тиснице, на надморској висини од 690 м. Укупна површина заштићене зоне износи 40,20 ha. Прераст је удаљена око 2,5 км од ушћа реке Прераста у Малу Тисницу. На тој дужини река Прераст је усечена у кречњачким стенама.

## Демографија
У насељу Жагубица живи 2287 пунолетних становника, а просечна старост становништва износи 42,0 година (39,9 код мушкараца и 43,8 код жена). У насељу има 998 домаћинстава, а просечан број чланова по домаћинству је 2,80.
Ово насеље је великим делом насељено Србима (према попису из 2002. године), а у последња три пописа, примећен је пад у броју становника.
|             | \| Демографија[1] \| Демографија[1] \| Демографија[1] \| \| Година \| Становника \| Становника \| \| -------------- \| -------------- \| -------------- \| \| 1948. \| 3.365 \| \| \| 1953. \| 3.694 \| \| \| 1961. \| 3.670 \| \| \| 1971. \| 3.591 \| \| \| 1981. \| 3.479 \| \| \| 1991. \| 3.349 \| 3.070 \| \| 2002. \| 2.823 \| 3.199 \| \| 2011. \| 2.590 \| \| |            |
| Демографија | |            |
| Година      | Становника | Становника |
| 1948.       | 3.365 |            |
| 1953.       | 3.694 |            |
| 1961.       | 3.670 |            |
| 1971.       | 3.591 |            |
| 1981.       | 3.479 |            |
| 1991.       | 3.349 | 3.070      |
| 2002.       | 2.823 | 3.199      |
| 2011.       | 2.590 |            |

| Етнички састав према попису из 2002.‍ | Етнички састав према попису из 2002.‍ | Етнички састав према попису из 2002.‍ | Етнички састав према попису из 2002.‍ | Етнички састав према попису из 2002.‍ |
| ------------------------------------ | ------------------------------------ | ------------------------------------ | ------------------------------------ | ------------------------------------ |
|                                      |                                      |                                      |                                      |                                      |
| Срби                                 | Срби                                 |                                      | 2.626                                | 93,02%                               |
| Власи                                | Власи                                |                                      | 74                                   | 2,62%                                |
| Црногорци                            | Црногорци                            |                                      | 9                                    | 0,31%                                |
| Роми                                 | Роми                                 |                                      | 8                                    | 0,28%                                |
| Румуни                               | Румуни                               |                                      | 6                                    | 0,21%                                |
| Хрвати                               | Хрвати                               |                                      | 5                                    | 0,17%                                |
| Македонци                            | Македонци                            |                                      | 3                                    | 0,10%                                |
| Горанци                              | Горанци                              |                                      | 2                                    | 0,07%                                |
| Русини                               | Русини                               |                                      | 1                                    | 0,03%                                |
| Мађари                               | Мађари                               |                                      | 1                                    | 0,03%                                |
| Југословени                          | Југословени                          |                                      | 1                                    | 0,03%                                |
| непознато                            | непознато                            |                                      | 42                                   | 1,48%                                |

| Година пописа     | 1948. | 1953. | 1961. | 1971. | 1981. | 1991. | 2002. |
| ----------------- | ----- | ----- | ----- | ----- | ----- | ----- | ----- |
| Број домаћинстава | 846   | 930   | 956   | 1.049 | 1.034 | 1.016 | 998   |

| Број чланова      | 1   | 2   | 3   | 4   | 5  | 6  | 7  | 8 | 9 | 10 и више | Просек |
| ----------------- | --- | --- | --- | --- | -- | -- | -- | - | - | --------- | ------ |
| Број домаћинстава | 245 | 268 | 176 | 154 | 91 | 44 | 12 | 4 | 2 | 2         | 2,80   |

| Пол    | Укупно | Неожењен/Неудата | Ожењен/Удата | Удовац/Удовица | Разведен/Разведена | Непознато |
| ------ | ------ | ---------------- | ------------ | -------------- | ------------------ | --------- |
| Мушки  | 1.126  | 355              | 675          | 49             | 41                 | 6         |
| Женски | 1.261  | 232              | 672          | 273            | 82                 | 2         |
| УКУПНО | 2.387  | 587              | 1.347        | 322            | 123                | 8         |

| Пол    | Укупно                    | Пољопривреда, лов и шумарство | Рибарство                            | Вађење руде и камена | Прерађивачка индустрија       |
| ------ | ------------------------- | ----------------------------- | ------------------------------------ | -------------------- | ----------------------------- |
| Мушки  | 587                       | 163                           | 3                                    | 34                   | 102                           |
| Женски | 441                       | 136                           | 0                                    | 8                    | 52                            |
| УКУПНО | 1.028                     | 299                           | 3                                    | 42                   | 154                           |
| Пол    | Производња и снабдевање   | Грађевинарство                | Трговина                             | Хотели и ресторани   | Саобраћај, складиштење и везе |
| Мушки  | 25                        | 9                             | 67                                   | 17                   | 39                            |
| Женски | 5                         | 0                             | 64                                   | 25                   | 9                             |
| УКУПНО | 30                        | 9                             | 131                                  | 42                   | 48                            |
| Пол    | Финансијско посредовање   | Некретнине                    | Државна управа и одбрана             | Образовање           | Здравствени и социјални рад   |
| Мушки  | 4                         | 15                            | 48                                   | 21                   | 19                            |
| Женски | 4                         | 10                            | 33                                   | 37                   | 48                            |
| УКУПНО | 8                         | 25                            | 81                                   | 58                   | 67                            |
| Пол    | Остале услужне активности | Приватна домаћинства          | Екстериторијалне организације и тела | Непознато            | Непознато                     |
| Мушки  | 6                         | 0                             | 0                                    | 15                   | 15                            |
| Женски | 5                         | 0                             | 0                                    | 5                    | 5                             |
| УКУПНО | 11                        | 0                             | 0                                    | 20                   | 20                            |